# Маргаритка: Демократия — это свобода
Маргаритка: Демократия — это свобода (итал. Democrazia è Libertà - La Margherita) — центристская партия в Италии.

## История
В 2001 году список предвыборной коалиции «Маргаритка» на выборах в Палату депутатов получил поддержку 14,52 % избирателей, что обеспечило ей[кому?] 27 депутатских мест. Изначально во фракцию «Маргаритки» вошли 75 депутатов, в период с 18 июля по 1 августа 2001 года её численность достигла максимального размера — 84 депутата.
Партия «Маргаритка» основана в 2002 году, лидером на протяжении всей её истории являлся Франческо Рутелли. Объединила левых христианских демократов, центристов (бывших либералов и республиканцев). Крупнейшими партиями, на основе которых была сформирована «Маргаритка», являлись ИНП, Демократы и Итальянское обновление.
Партия вошла в 2002 году в коалицию «Олива», а в 2005 — в «Союз». На европейском уровне входила в Европейскую демократическую партию.
На выборах 2006 года в Сенат «Маргаритка» получила 10,73 % голосов и 39 из 315 мест.
В 2007 году вошла в состав Демократической партии.
2 мая 2014 года бывший казначей «Маргаритки» Луиджи Лузи был приговорён судом к 8 годам тюремного заключения за присвоение 25 млн евро из партийных фондов. Он также признан виновным в клевете на Франческо Рутелли, которого обвинял в причастности к своим преступным действиям, но это дело должно быть рассмотрено в гражданском процессе.